# Anticosti
Anticosti (fr. Île d'Anticosti, ang. Anticosti Island) – wyspa na Zatoce Świętego Wawrzyńca (Ocean Atlantycki), w ujściu Rzeki Świętego Wawrzyńca, należąca do prowincji Quebec w Kanadzie. Ma kształt zbliżony do silnie wydłużonej elipsy, o długości 217 km i maksymalnej szerokości 48 km. Mimo dużej powierzchni, wynoszącej 7892,52 km², wyspa ma obecnie tylko 266 stałych mieszkańców.
Odkryta w 1534 przez ekspedycję Cartiera. Od XVII do pierwszej połowy XX wieku należała do prywatnych właścicieli (pierwszym był Louis Jolliet), którzy podejmowali próby zagospodarowania wyspy i zwiększenia jej zaludnienia. Na przełomie XIX i XX wieku na wyspie istniało wiele farm. Od 1926 do 1972 działał przemysł drzewny. Próby zasiedlenia ostatecznie jednak nie udały się. Wyspa została wykupiona przez rząd prowincji Quebec w 1974 roku.
Dziś jedyna osada na wyspie to Port-Menier. Stali mieszkańcy trudnią się rybołówstwem, polowaniem i traperstwem. Dzika wyspa jest atrakcją dla turystów zainteresowanych polowaniem.
Wyspa leży na bardzo ważnym szlaku wodnym, na początku Drogi Wodnej Świętego Wawrzyńca. W ciągu roku przepływa koło niej tysiące statków. Ocenia się, że w historii wyspy około 400 statków rozbiło się na otaczających ją skałach.